# One Fine Day (canción)
«One Fine Day» es un sencillo pop de 1963 compuesta por los cantautores Gerry Goffin y Carole King. La pieza fue un éxito veraniego para el grupo The Chiffons y ha sido versionado por varios artistas.

## Trasfondo
Goffin y King se inspiraron en el título del aria de la obra de Giacomo Puccini: Madama Butterfly: Un bel di vedremo. Inicialmente la canción fue compuesta para que Little Eva la interpretase junto a los compositores siendo King quien le marcase los compases, pero debido al "compulsivo" rif de piano de esta, fueron incapaces de llevar a cabo la grabación y recurrieron a The Tokens, los cuales habían producido recientemente He's So Fine, interpretado por The Chiffons siendo su primer gran hit. El grupo fémino mantuvo el ritmo de King, sin embargo The Tokens reditaron el sencillo y de acuerdo con las palabras de Goffin, fueron acreditados como productores.
La pieza musical  alcanzó el quinto puesto del Billboard Hot 100 y el sexto en el Chart R&B. En el mercado internacional obtuvo una gran acogida: 29 en Reino Unido, 18 en Francia y 6 en Nueva Zelanda.
Motivadas por The Tokens, colocaron dos canciones suyas (incluida esta) en el Top 10 siendo el siguiente: A Love So Fine. Está considerada por la revista Rolling Stone como una de las quinientas mejores canciones de todos los tiempos.
El DJ Dave Lee la versionó bajo el seudónimo Jakatta, en su álbum Visions, interpretada por Beth Hirsch en estilo chill out.